# Catherine Murphy
Catherine Ann Murphy  (ur. 21 września 1975 w Sheffield) – angielska lekkoatletka specjalizująca się w biegach sprinterskich, uczestniczka letnich igrzysk olimpijskich w Atenach (2004), brązowa medalistka olimpijska w biegu sztafetowym 4 x 400 metrów (po dyskwalifikacji Crystal Cox i sztafety Stanów Zjednoczonych w 2010).

## Sukcesy sportowe
- złota medalistka mistrzostw Anglii w biegu na 200 metrów – 1995[2]
- trzykrotna medalistka mistrzostw Anglii w biegu na 400 metrów – dwukrotnie srebrna (2002, 2003) oraz brązowa (2005)
- trzykrotna medalistka halowych mistrzostw Anglii w biegu na 200 metrów – dwukrotnie złota (1996, 2001) oraz srebrna (1997)[3]
- czterokrotna medalistka halowych mistrzostw Anglii w biegu na 400 metrów – trzykrotnie złota (2001, 2002, 2004) oraz srebrna (2005)

| Rok  | Miasto     | Zawody                    | Konkurencja                      | Wynik         |
| ---- | ---------- | ------------------------- | -------------------------------- | ------------- |
| 2001 | Edmonton   | Mistrzostwa świata        | sztafeta 4 x 400 m               | 5. miejsce    |
| 2002 | Wiedeń     | Halowe mistrzostwa Europy | bieg na 400 m                    | 6. miejsce    |
| 2003 | Birmingham | Halowe mistrzostwa świata | bieg na 400 m sztafeta 4 x 400 m | 4. miejsce    |
| 2003 | Paryż      | Mistrzostwa świata        | sztafeta 4 x 400 m               | 6. miejsce    |
| 2004 | Ateny      | Igrzyska olimpijskie      | sztafeta 4 x 400 m               | brązowy medal |
| 2005 | Madryt     | Halowe mistrzostwa Europy | sztafeta 4 x 400 m               | brązowy medal |

## Rekordy życiowe
- bieg na 60 metrów (hala) – 7,39 – Birmingham 15/01/2000
- bieg na 100 metrów (stadion) – 11,48 – Walnut 22/04/2001
- bieg na 200 metrów (stadion) – 23,28 – Birmingham 25/07/1999
- bieg na 200 metrów (hala) – 23,35 – Birmingham 28/01/2001
- bieg na 300 metrów (stadion) – 37,48 – Gateshead 28/08/2000
- bieg na 300 metrów (hala) – 38,78 – Manchester 05/01/2005
- bieg na 400 metrów (stadion) – 51,36 – Manchester 27/07/2002
- bieg na 400 metrów (hala) – 51,74 – Birmingham 15/03/2003